# Шафранович, Александр
Александр Шафранович (ивр. אלכס שפרנוביץ'‎; род. 2 апреля 1983, Прилуки, Черниговская область) — капитан сборной Израиля по волейболу.

## Биография
Александр Шафранович родился 2 апреля 1983 года в городе Прилуки Черниговской области Украинской ССР. Его отец принимал участие в Олимпийских Играх 1976 года.
В 1994 году семья переехала в Израиль. Александр начал свою спортивную карьеру в теннисе, затем стал играть в волейбол.

### Клубы
- В 2001—2003 годах играл за израильский клуб Maccabbi Hod - Hasharon
- В 2003—2004 годах играл за израильский клуб Hapoel Hazor[ивр.]
- В 2004—2005 годах играл за германский клуб Фридрихсхафен
- В 2005—2006 годах играл за греческий клуб Патры[греч.]
- В 2006—2007 годах играл за украинский клуб Азовсталь
- В 2007—2008 годах играл за французский клуб Beauvais Oise[фр.]
- В 2008—2010 годах играл за французский клуб Montpellier Université Club[фр.]
- В 2010—2011 годах играл за черногорский клуб Будванска Ривьера[серб.]
- 12 марта 2011 года перешёл в итальянский клуб CheBanca![итал.][3]
- В 2011—2013 годах играл за германский клуб TSV Unterhaching[нем.] (Generali Haching)
- 18 августа 2013 года перешёл во французский клуб Nantes Rezé Métropole Volley[фр.][4]
- С октября 2014 года выступал за греческий клуб ПАОК[греч.][5].
- С 2015 года выступал за польский клуб Ястшембский Венгель[6].
- В 2016—2019 годах играл за греческий клуб ПАОК[греч.].
- В 2019—2021 годах играл за чешский клуб Дукла[чеш.].
- С 2021 года играет за израильский клуб Hapoel Yoav Kfar Saba.

### Сборная Израиля
В составе сборной Израиля принимал участие:
- В квалификации на Чемпионат Европы по волейболу среди мужчин 2001 года. Сборная Израиля во 2-м туре участия не приняла.
- В квалификации на Чемпионат Европы по волейболу среди мужчин 2003 года. По итогам квалификационного турнира категории «В» сборная Израиля переведена в категорию «А» на отборочный цикл чемпионата Европы-2005.
- В квалификации на Чемпионат Европы по волейболу среди мужчин 2005 года. Сборная Израиля во 2-м туре участия не приняла.
- В квалификации на Чемпионат Европы по волейболу среди мужчин 2009 года. Сборная Израиля во 2-м раунде заняла 3-е место в своей группе.
- В квалификации на Чемпионат Европы по волейболу среди мужчин 2011 года. Сборная Израиля во 2-м раунде заняла 4-е место в своей группе.
- Участвовал в Летней Универсиаде 2011 года в Шэньчжэне.
- В квалификации на летние Олимпийские игры 2012 года. Сборная Израиля проиграла 2-й предварительный раунд.
- В волейбольной Евролиге 2012 года. Сборная Израиля заняла 6-е место.
- В квалификации на Чемпионат Европы по волейболу среди мужчин 2013 года. Сборная Израиля во 2-м раунде заняла 4-е место в своей группе.
- В квалификации на Чемпионат мира по волейболу среди мужчин 2014 года. Сборная Израиля во 2-м групповом раунде заняла 6-е место в своей группе.
- В квалификации на Чемпионат Европы по волейболу среди мужчин 2015 года. Сборная Израиля в 1-м раунде заняла 2-е место в своей группе.
- В квалификации на Чемпионат Европы по волейболу среди мужчин 2017 года. Сборная Израиля во 2-м раунде заняла 3-е место в своей группе.
- В квалификации на Чемпионат Европы по волейболу среди мужчин 2019 года. Сборная Израиля заняла 2-е место в своей группе.
- В квалификации на Чемпионат Европы по волейболу среди мужчин 2021 года. Сборная Израиля заняла 3-е место в своей группе.